# Villa Deinhardt (Erfurt)

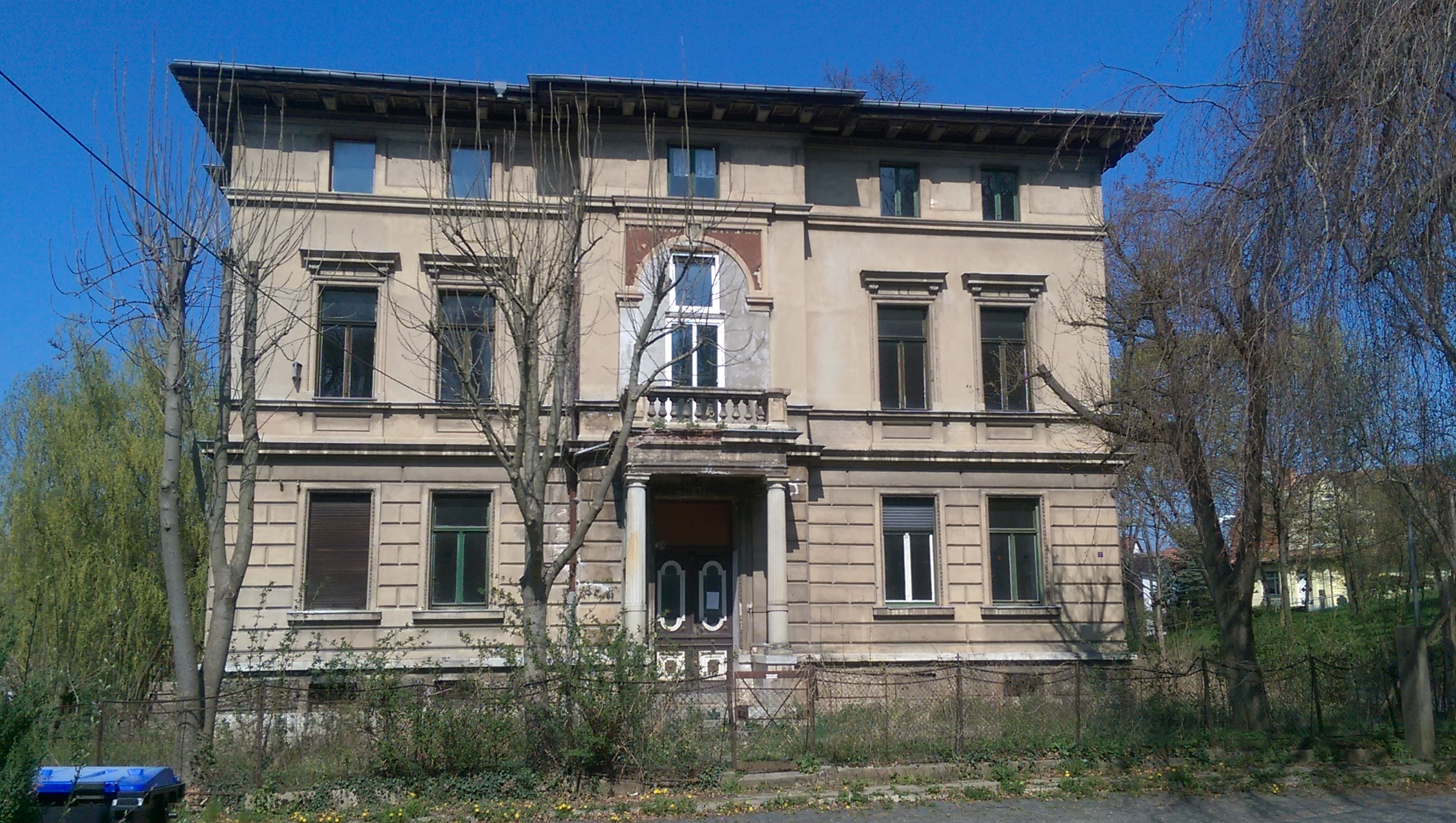
Die Villa Deinhardt 2015

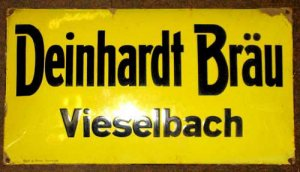
Firmenschild Deinhardt Bräu Vieselbach

Die Villa Deinhardt ist eine 1897 erbaute Villa im Erfurter Ortsteil Vieselbach, Brauhausstraße 2.

## Beschreibung
Die Geschichte der Villa beginnt mit der 1867 durch August Deinhardt in Vieselbach gegründeten Brauerei. Am Standort Vieselbach ließ sich August Deinhardt 1897 eine große, repräsentative Villa im Stil der Neorenaissance mit prachtvoller Innenausstattung bauen. Seine bisherige Wohnstatt, das spätere Pfarrhaus, machte er zum Altenheim.
Über dem Portal der Villa liegt ein Balkon mit Balustrade, der auf Säulen ruht. Das Gebäude ist dreigeschossig. Der Eingangsbereich ist als Mittelrisalit hervorgehoben. Ansonsten hätte die Villa einen fast quadratischen Grundriss. Das Erdgeschoss ist mit Inkrustation versehen. Errichtet wurde die Villa von der Fa. Albert Mempel. Die Villa ist mit Bleiglasfenstern mit Naumburger Glasmalereien ausgestattet. Auch die bauzeitlichen Stuckdecken und die Parkettböden der Neorenaissancevilla sind erhalten geblieben.
Der August-Deinhardt-Weg in Vieselbach wurde nach dem Brauereigründer benannt. In Weimar gab es auch die Stadtbrauerei Deinhardt. Es hat sich dort ebenfalls eine Villa Deinhardt erhalten.
Die Villa Deinhardt in Vieselbach wie auch ihre Einfriedung stehen auf der Liste der Kulturdenkmale in Vieselbach.